# Hyperbolos (Koroplast)

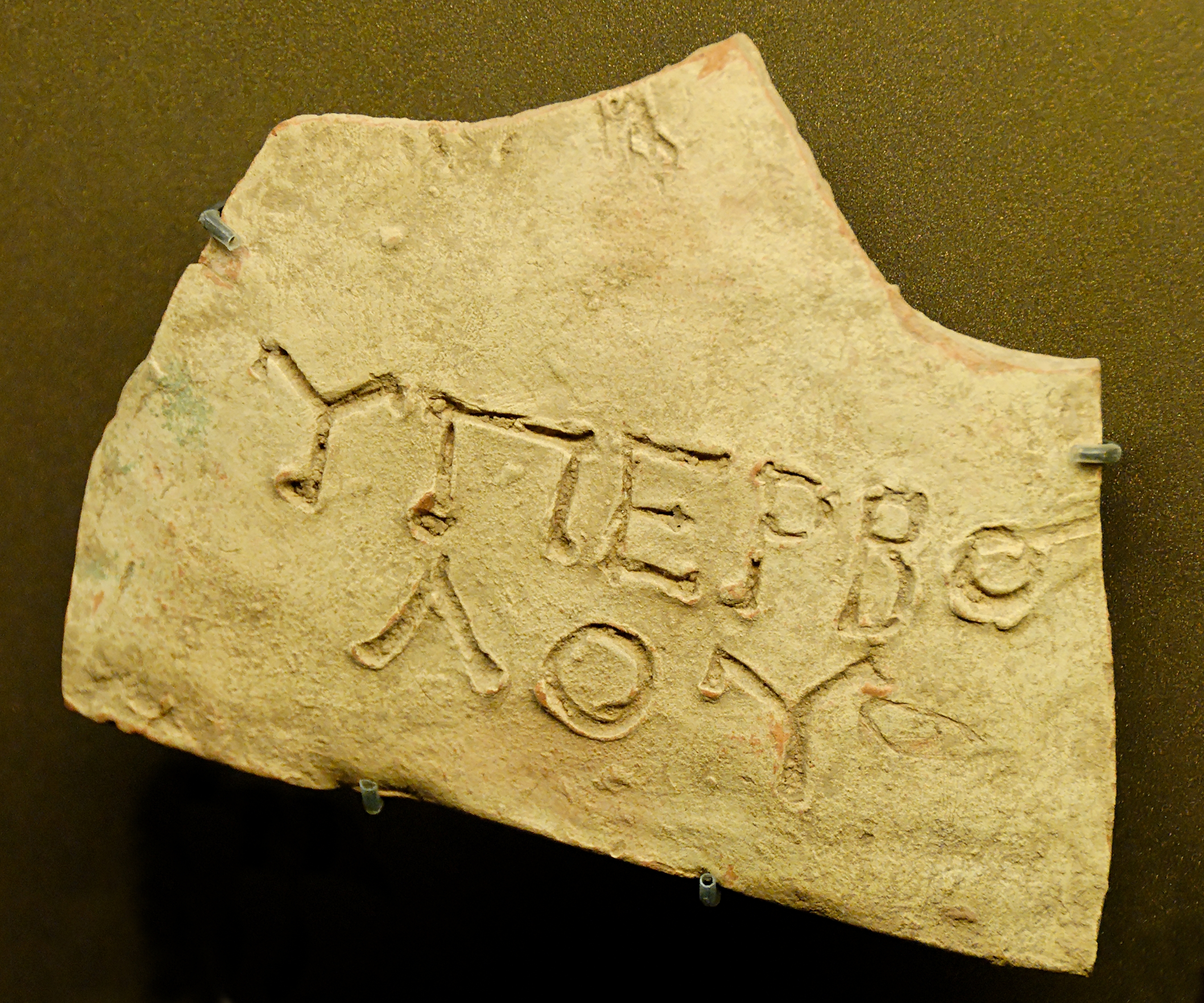
Signatur des Hyperbolos

Hyperbolos (altgriechisch Ὑπέρβολος) war ein griechischer Koroplast, der um 170 v. Chr. in Myrina in Kleinasien tätig war.
Hyperbolos ist nur von einer Signatur auf einer fragmentierten Tonstatuette der Siegesgöttin Nike aus Myrina bekannt. Die Fragmente der Statuette befinden sich heute im Louvre in Paris.